# 岡山県道451号和田北鶴田線
岡山県道451号和田北鶴田線（おかやまけんどう451ごう わだきたたづたせん）は、岡山県久米郡美咲町から岡山市北区に至る一般県道である。

## 概要
久米郡美咲町和田北と岡山市北区建部町鶴田を結ぶ。

### 路線データ
- 起点：岡山県久米郡美咲町和田北（岡山県道373号栃原久米南線交点）
- 終点：岡山県岡山市北区建部町鶴田（岡山県道30号落合建部線交点、岡山県道70号久米建部線終点）
- 総延長：7.7 km

## 歴史
- 1973年（昭和48年）10月9日 - 岡山県告示第923号により認定される。

## 路線状況

### 重複区間
- 岡山県道70号久米建部線（岡山市北区建部町角石谷 - 岡山市北区建部町鶴田（終点））

## 地理

### 通過する自治体
- 久米郡美咲町
- 岡山市（北区）

### 交差する道路
| 交差する道路                                               | 市町村名 | 市町村名 | 交差する場所 | 交差する場所 |
| ---------------------------------------------------------- | -------- | -------- | ------------ | ------------ |
| 岡山県道373号栃原久米南線                                  | 久米郡   | 美咲町   | 和田北       | 起点         |
| 岡山県道70号久米建部線 重複区間起点                        | 岡山市   | 北区     | 建部町角石谷 |              |
| 岡山県道30号落合建部線 岡山県道70号久米建部線 重複区間終点 | 岡山市   | 北区     | 建部町鶴田   | 終点         |

### 沿線
- 鶴田郵便局